# Björn Sjökonung
Björn Sjökonung, vikingahövding som på 850-talet slog sig ner på ön Oscellus i Seine och som från det befästa lägret där härjade i hela Seinedalen. Karl den skallige av Frankrike lejde för 3 000 pund i silver år 860 Welands konkurrerande vikingahär, som tvingade Björn att kapitulera och som krigsbyte erhöll sedvanlig sold samt 6 000 pund av lägrets under fem år hopsamlade skatter, jämte stora livsmedelsförråd.